# Ария Младша
Вижте пояснителната страница за други личности с името Ария.
Ария Младша (на латински: Arria) е римлянка през 1 век по времето на императорите Клавдий и Нерон.
Тя е дъщеря на Ария Старша и Цецина Пет. Произлиза от фамилията Арии и Цецинии, стара етруска фамилия от Волатерае (Velathri на етруски) в Етрурия.
Ария е омъжена за философa-стоик Публий Клодий Тразеа Пет, който е суфектконсул през ноември и декември 56 г. Той е преследван чрез различни обвинения от Нерон и си разрязва вените, след като разбира за смъртната си присъда.
Двамата са родители на Фания, която е съпруга на стоика Гай Хелвидий Приск.